# ايرين فرايدل
ايرين فرايدل (بالإنجليزية: Ernestine Friedl)‏ هي عالمة الإنسان أمريكية، ولدت في 1920، وتوفيت في 12 أكتوبر 2015.